# NBA Sportsmanship Award
NBA Sportsmanship Award – nagroda za postawę fair play przyznawana zawodnikowi przez ligę NBA od sezonu 1995/1996. Jej laureat otrzymuje Joe Dumars Trophy, trofeum nazwane na cześć pierwszego zwycięzcy.
(cyfra w nawiasie oznacza kolejną nagrodę dla tego samego zawodnika)
|              | Kolor oznacza zawodnika wybranego do Koszykarskiej Galerii Sław im. Jamesa Naismitha |
| Zawodnik (X) | Oznacza liczbę kolejnych nagród, uzyskanych przez tego samego zawodnika              |

| Sezon   | Zawodnik         | Drużyna                |
| ------- | ---------------- | ---------------------- |
| 1995/96 | Joe Dumars       | Detroit Pistons        |
| 1996/97 | Terrell Brandon  | Cleveland Cavaliers    |
| 1997/98 | Avery Johnson    | San Antonio Spurs      |
| 1998/99 | Hersey Hawkins   | Seattle SuperSonics    |
| 1999/00 | Eric Snow        | Philadelphia 76ers     |
| 2000/01 | David Robinson   | San Antonio Spurs      |
| 2001/02 | Steve Smith      | San Antonio Spurs      |
| 2002/03 | Ray Allen        | Seattle Supersonics    |
| 2003/04 | P.J. Brown       | New Orleans Hornets    |
| 2004/05 | Grant Hill       | Orlando Magic          |
| 2005/06 | Elton Brand      | Los Angeles Clippers   |
| 2006/07 | Luol Deng        | Chicago Bulls          |
| 2007/08 | Grant Hill (2)   | Phoenix Suns           |
| 2008/09 | Chauncey Billups | Denver Nuggets         |
| 2009/10 | Grant Hill (3)   | Phoenix Suns           |
| 2010/11 | Stephen Curry    | Golden State Warriors  |
| 2011/12 | Jason Kidd       | Dallas Mavericks       |
| 2012/13 | Jason Kidd (2)   | New York Knicks        |
| 2013/14 | Mike Conley      | Memphis Grizzlies      |
| 2014/15 | Kyle Korver      | Atlanta Hawks          |
| 2015/16 | Mike Conley (2)  | Memphis Grizzlies      |
| 2016/17 | Kemba Walker     | Charlotte Hornets      |
| 2017/18 | Kemba Walker (2) | Charlotte Hornets      |
| 2018/19 | Mike Conley (3)  | Memphis Grizzlies      |
| 2019/20 | Vince Carter     | Atlanta Hawks          |
| 2020/21 | Jrue Holiday     | Milwaukee Bucks        |
| 2021/22 | Patty Mills      | Brooklyn Nets          |
| 2022/23 | Mike Conley (4)  | Minnesota Timberwolves |
| 2023/24 | Tyrese Maxey     | Philadelphia 76ers     |